# St. Nikolaus (Rupprechtshausen)

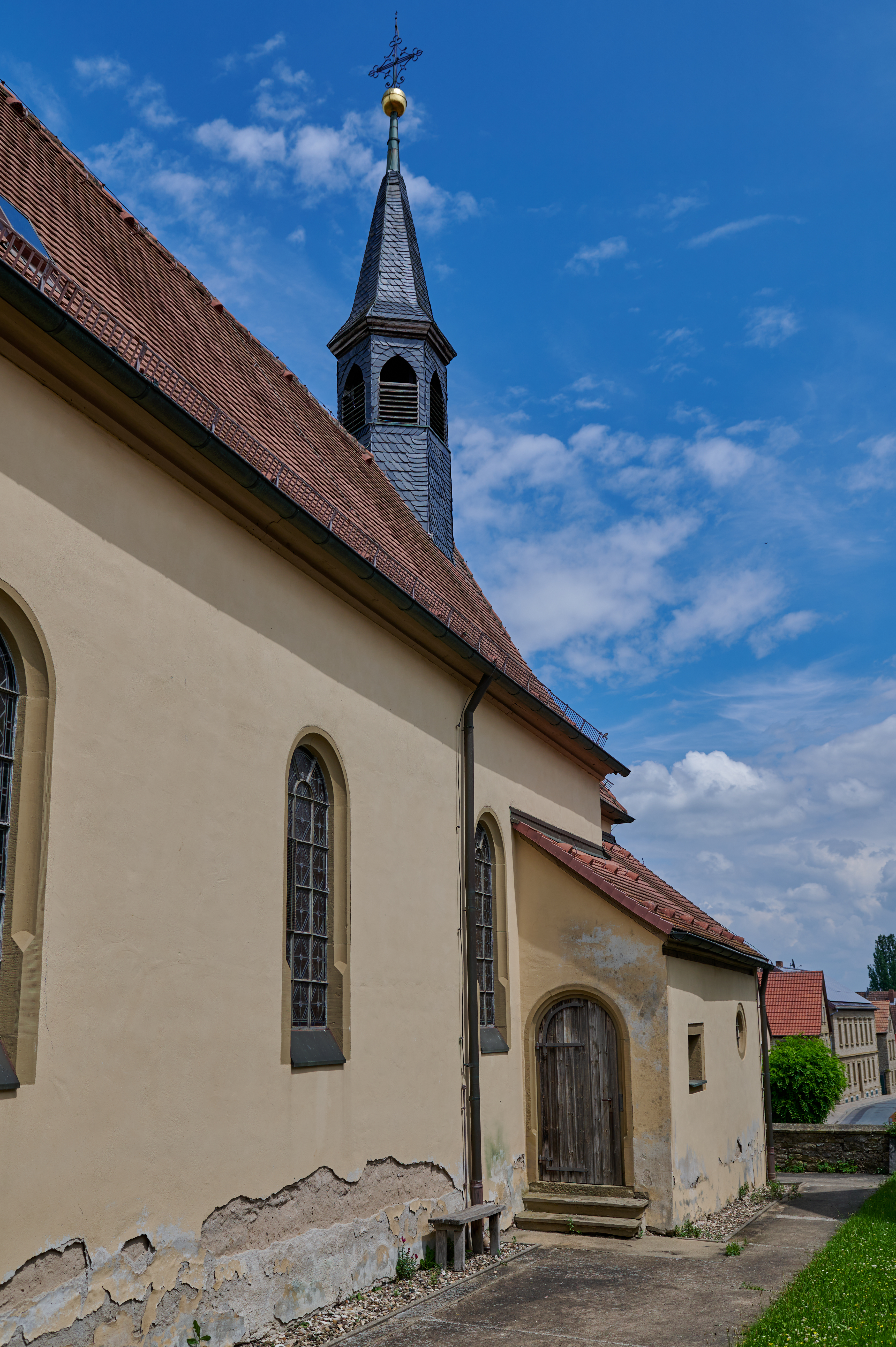
St. Nikolaus (Rupprechtshausen)

Die römisch-katholische, denkmalgeschützte Filialkirche St. Nikolaus befindet sich in Rupprechtshausen, einem Gemeindeteil der Gemeinde Unterpleichfeld im Landkreis Würzburg (Unterfranken, Bayern). Das Bauwerk ist unter der Denkmalnummer D-6-79-201-48 als Baudenkmal in der Bayerischen Denkmalliste eingetragen. Die Kirche gehört zur Pfarrei Hilpertshausen in der Pfarreiengemeinschaft Fährbrück im Dekanat Würzburg rechts des Mains des Bistums Würzburg.
Kirchenpatron ist Nikolaus von Myra. 

## Beschreibung
Die Saalkirche wurde 1675 erbaut. Das Langhaus mit einem eingezogenen, dreiseitig geschlossenen Chor im Osten wurde 1867 nach Westen verlängert. Auf dem Satteldach erhebt sich im Osten ein sechseckiger, schiefergedeckter, mit einem Knickhelm bedeckter Dachreiter, der den Glockenstuhl mit drei von Friedrich Wilhelm Schilling 1950 gegossenen Kirchenglocken beherbergt.